# Vidre soluble
El vidre soluble o vidre líquid és el nom popular amb què es coneixen els silicats de sodi i de potassi.
En unió amb la calç del ciment genera un gel d'àcid silícic que impermeabilitza i millora la qualitat superior del formigó. L'any 2011 es va fer servir el vidre soluble per tractar d'impedir l'emissió de radioactivitat de les centrals nuclears del Japó danyades pel terratrèmol i tsunami d'aquell any. L'ortosilicat de sodi Na₄SiO₄ és soluble en aigua i especialment aquesta solució rep el nom de vidre soluble. Es fa servir igualment el metasilicat Na₂SiO₃ i altres silicats o hidrosilicats. Quan s'hi afegeix un àcid es condensa en àcid silícic Si(OH)₄.

## Usos
- Conserva els ous, endurint-los, durant uns mesos.
- Pega en la fabricació de cartró.
- Component de pintures hidròfugues especialment en sitges.